# Naturschutzgebiet Hunau - Langer Rücken - Heidberg
Das Naturschutzgebiet Hunau–Langer Rücken–Heidberg mit einer Größe von 606,5 Hektar liegt am östlichen Stadtrand von Schmallenberg. Das Gebiet besteht aus zwei Teilflächen und wurde zuletzt 2008 mit dem Landschaftsplan Schmallenberg Südost durch den Hochsauerlandkreis als Naturschutzgebiet (NSG) ausgewiesen. Dabei wurden die beiden ehemaligen Naturschutzgebiete Hunau (HSK-015) und Hunau (HSK-147) zusammengelegt und erweitert. Bereits 1953 waren durch Verordnung im heutigen Gebiet zwei Moorbereiche als NSG Nasse Wiese und NSG Hochmoor Rauhes Bruch festgesetzt worden.
Weite Bereiche des Naturschutzgebiets liegen im insgesamt deutlich größeren FFH-Gebiet Hunau, Oberes Negertal, Renautal und Steinberg (DE-4717-301), wodurch sie zum europäischen Schutzgebietsnetz Natura 2000 gehören. Dieses FFH-Gebiet setzt sich im angrenzenden Stadtgebiet von Winterberg fort. Direkt grenzt westlich des NSG der Fernmeldeturm Bödefeld an.

## Gebietsbeschreibung

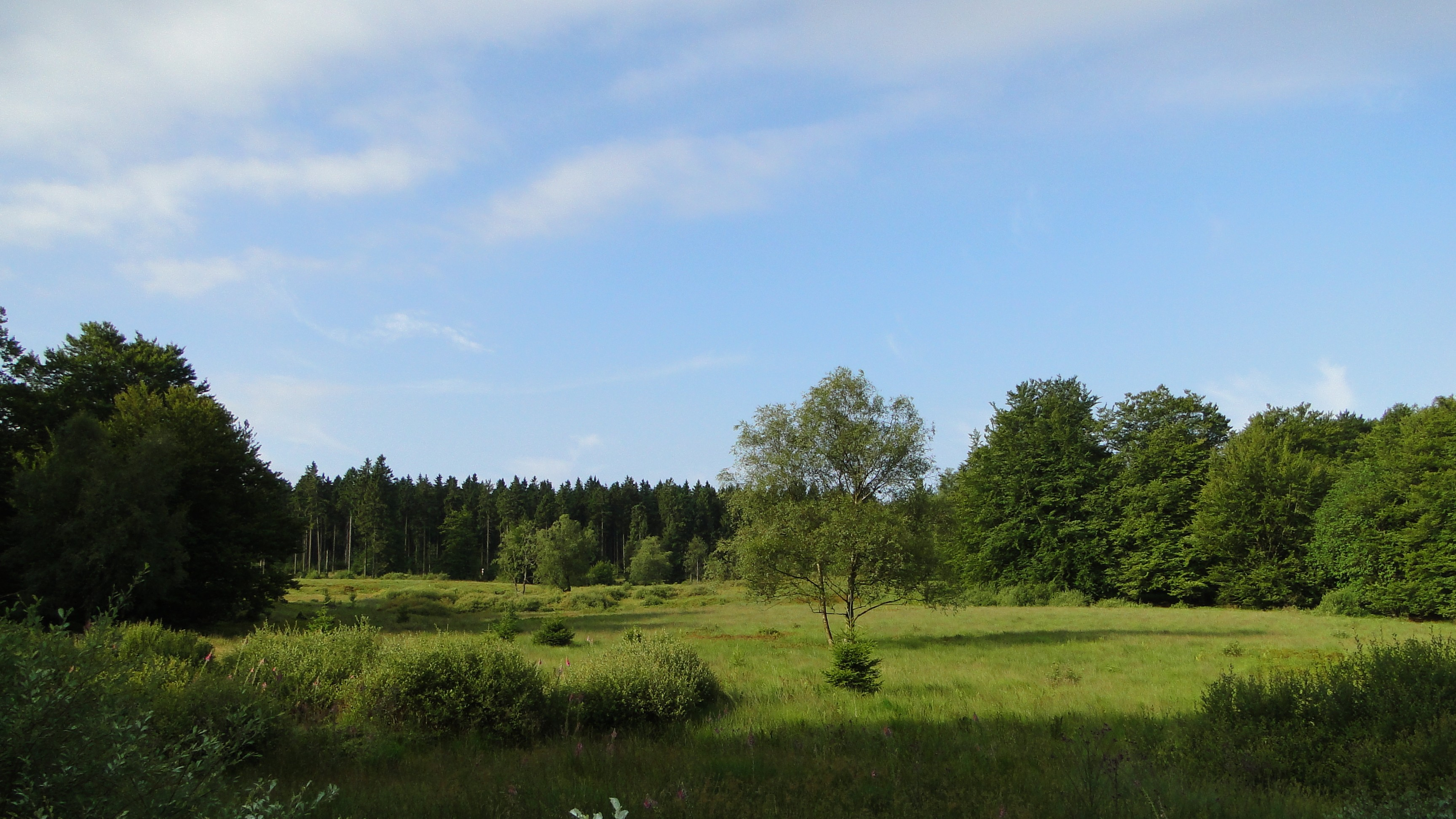
Moorbereich Rauhes Bruch im NSG (2010)

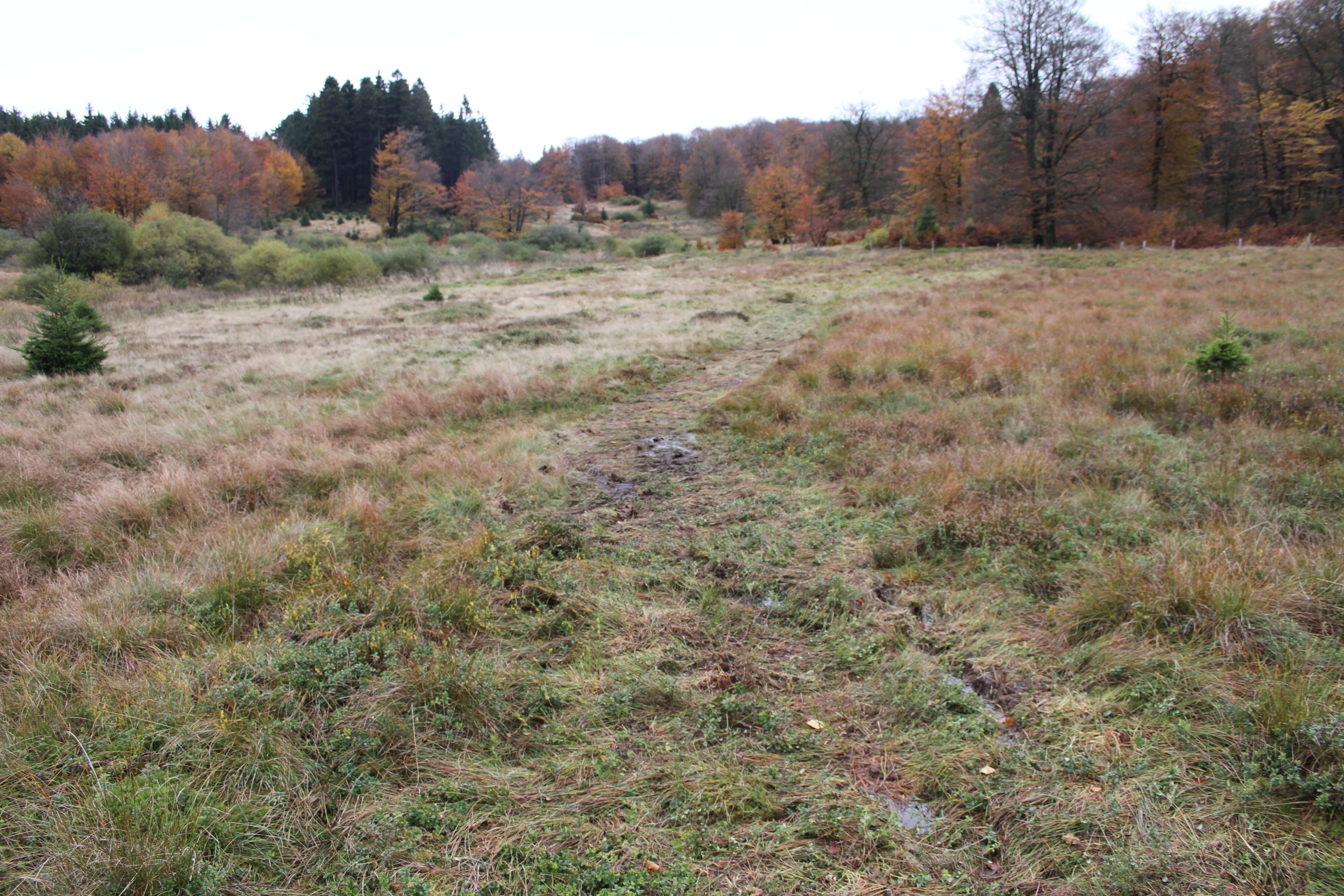
Nasse Wiese 2013

Beim NSG handelt es sich überwiegend um Rotbuchen- und Rotfichtenwälder. In Teilbereichen kommen auch Schlucht- und Schatthangwald vor. In Auenbereichen bestehen Schwarzerlenwälder. Daneben kommen in den Tälern kleine Grünlandbereiche vor.
An der Hunau befinden sich die beiden Hangmoore Nasse Wiese und Rauhes Bruch. Außerdem liegt die 1977 ausgewiesene und 11,5 ha große  Naturwaldzelle Hunau (NWZ 41) innerhalb des Naturschutzgebiets.

## Arten im Naturschutzgebiet
Im NSG kommen seltene Tier- und Pflanzenarten vor. Im Moorbereich kommen Arten wie Wollgräser, Fieberklee oder die Kleinfrüchtige Moosbeere vor. Die Moosbeere kommt im Hochsauerlandkreis nur in diesem NSG vor. In den Randbereichen gehen die beiden Moore der Hunau in Borstgrasrasen und blaubeerreiche Heidebestände über. Im Moorbereich kommt auch die Große Moosjungfer vor. Es gibt wertvolle naturnahe Bärlapp-Buchenwälder mit dem Schwarzspecht. Auch Wildkatze und Schwarzstorch kommen im NSG vor. Im Frühjahr kommt der Nagelfleck, ein tagaktiver Nachtfalter, in den Buchenwäldern vor. Am Hunau-Skihang blüht der Wiesen-Augentrost. An mehreren Stellen im NSG befinden sich angelegte Tümpel und Teiche. Hier leben Amphibien wie Erdkröte und Grasfrosch, Bergmolch, Fadenmolch und Feuersalamander.
Auswahl weiterer vom Landesamt für Natur, Umwelt und Verbraucherschutz Nordrhein-Westfalen dokumentierter Pflanzenarten: Alpen-Hexenkraut, Arnika, Aufrechter Igelkolben, Bach-Spatenmoos, Bachbunge, Berg-Ahorn, Berg-Platterbse, Bergulme, Berg-Weidenröschen, Bergfarn, Besenheide, Bitteres Schaumkraut, Blaues Pfeifengras, Bleiche Segge, Blutwurz, Borstgras, Braun-Segge, Breitblättriger Dornfarn, Breitblättriges Knabenkraut, Brennender Hahnenfuß, Buchenfarn, Busch-Windröschen, Bärlauch, Dreinervige Nabelmiere, Echter Baldrian, Echter Wurmfarn, Echtes Mädesüß, Echtes Springkraut, Eichenfarn, Einbeere, Frauenfarn, Fuchssches Greiskraut, Geflecktes Knabenkraut, Gegenblättriges Milzkraut, Gemeiner Hohlzahn, Gewöhnlicher Dornfarn, Gewöhnlicher Wasserhahnenfuß, Goldenes Frauenhaarmoos, Carex canescens, Hain-Gilbweiderich, Hain-Sternmiere, Harzer Labkraut, Hasenpfoten-Segge, Heidelbeere, Heil-Ziest, Hirse-Segge, Hunds-Straußgras, Kleine Wasserlinse, Kleiner Baldrian, Kletten-Labkraut, Kriechender Günsel, Kriechender Hahnenfuß, Kuckucks-Lichtnelke, Mauerlattich, Moor-Birke, Pillen-Segge, Preiselbeere, Quell-Sternmiere, Quirl-Weißwurz, Rippenfarn, Roter Fingerhut, Ruprechtskraut, Salbei-Gamander, Scheiden-Wollgras, Schlangen-Knöterich, Schmalblättriges Wollgras, Schnabel-Segge, Schönes Frauenhaarmoos, Siebenstern, Spitzblütige Binse, Sprossender Bärlapp, Stern-Segge, Sumpf-Dotterblume, Sumpf-Labkraut, Sumpf-Pippau, Sumpf-Veilchen, Sumpf-Vergissmeinnicht, Sumpf-Weidenröschen, Teich-Schachtelhalm, Teufelsabbiss, Wald-Engelwurz, Wald-Bingelkraut, Wald-Schaumkraut, Wald-Ziest, Waldmeister, Weiße Pestwurz, Wiesen-Platterbse, Wiesen-Sauerampfer, Wiesen-Wachtelweizen, Wildes Silberblatt, Winkel-Segge, Zweiblättrige Schattenblume, Zwiebel-Binse und Zwiebel-Zahnwurz.

## Schutzzweck
Das NSG soll die Wälder mit ihrem Arteninventar schützen.
Wie bei allen Naturschutzgebieten in Deutschland wurde in der Schutzausweisung darauf hingewiesen, dass das Gebiet „wegen der Seltenheit, besonderen Eigenart und Schönheit des Gebietes“ zum Naturschutzgebiet wurde.